# الجامع الكبير (قفصة)
الجامع الكبير بمدينة قفصة هو جامع تونسي يقع في وسط مدينة قفصة بالجنوب الغربي تونسي؛ تأسس الجامع في القرن الثالث هجري في عهد الأغلبي وهو معلم أثري تونسي مصنف من قبل المعهد الوطني للتراث تم تصنيف المعلم في يوم 3 مارس 1915.

## معرض الصور

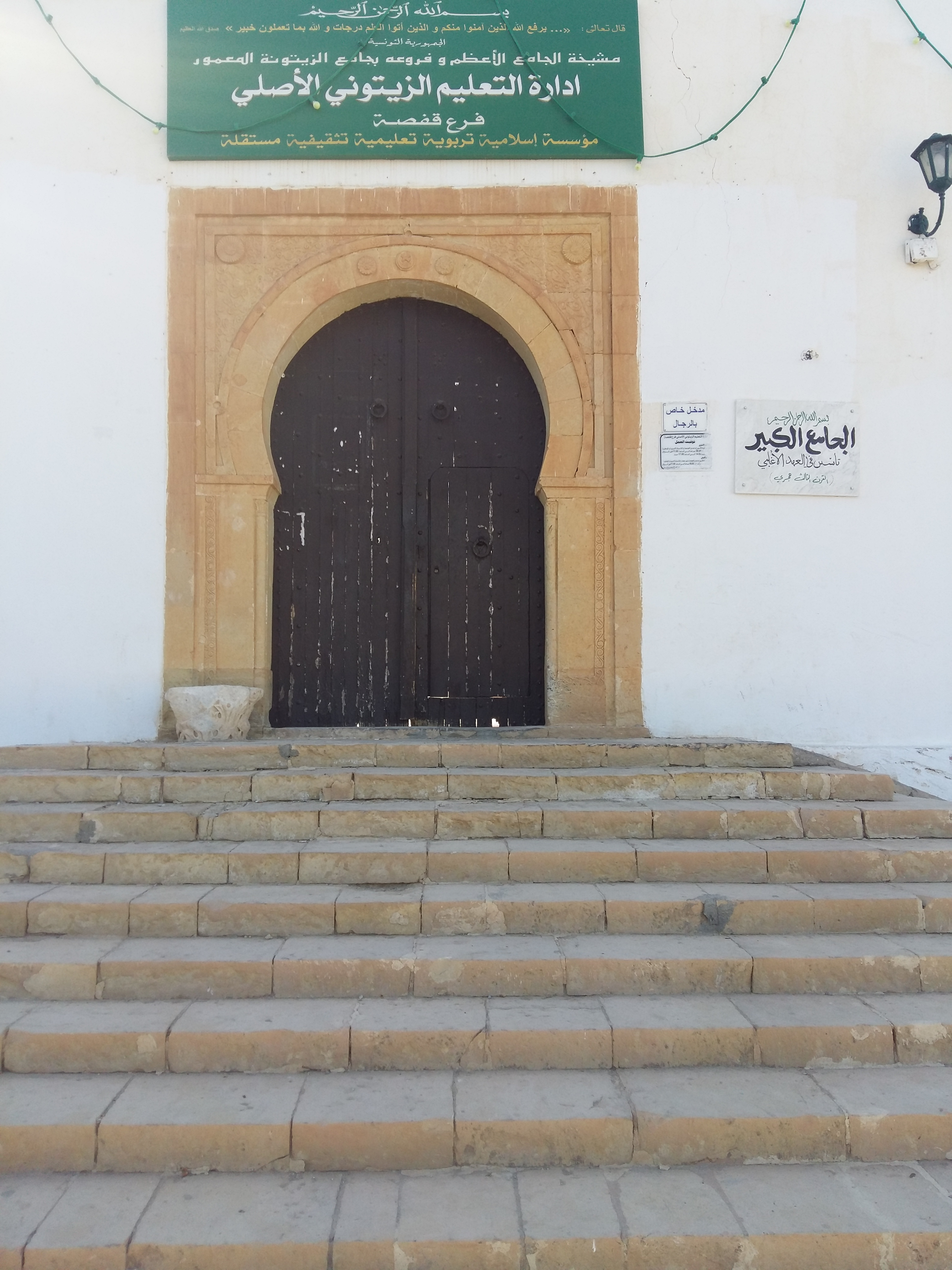
صورة لمدخل الجامع
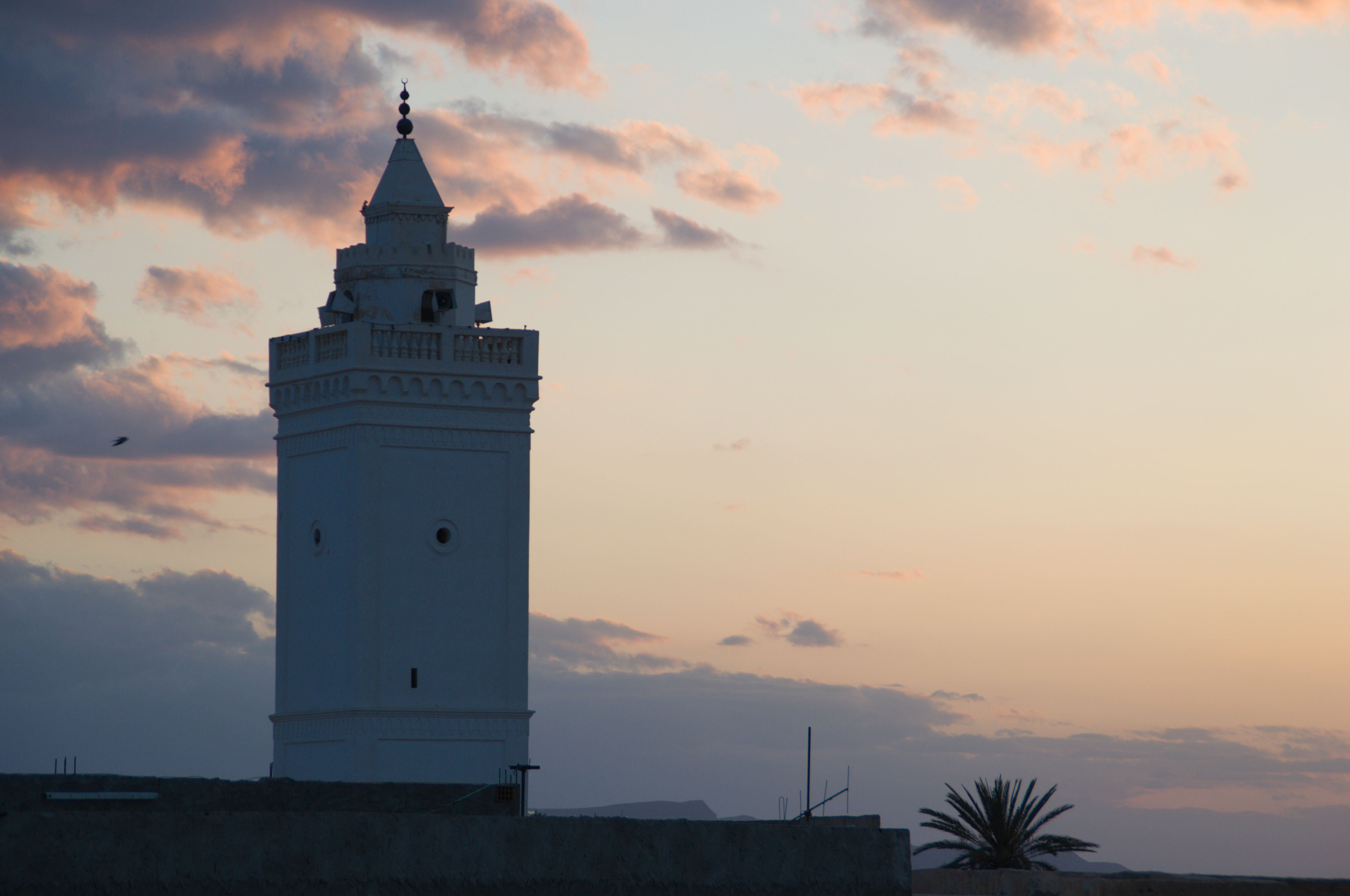
منارة الجامع
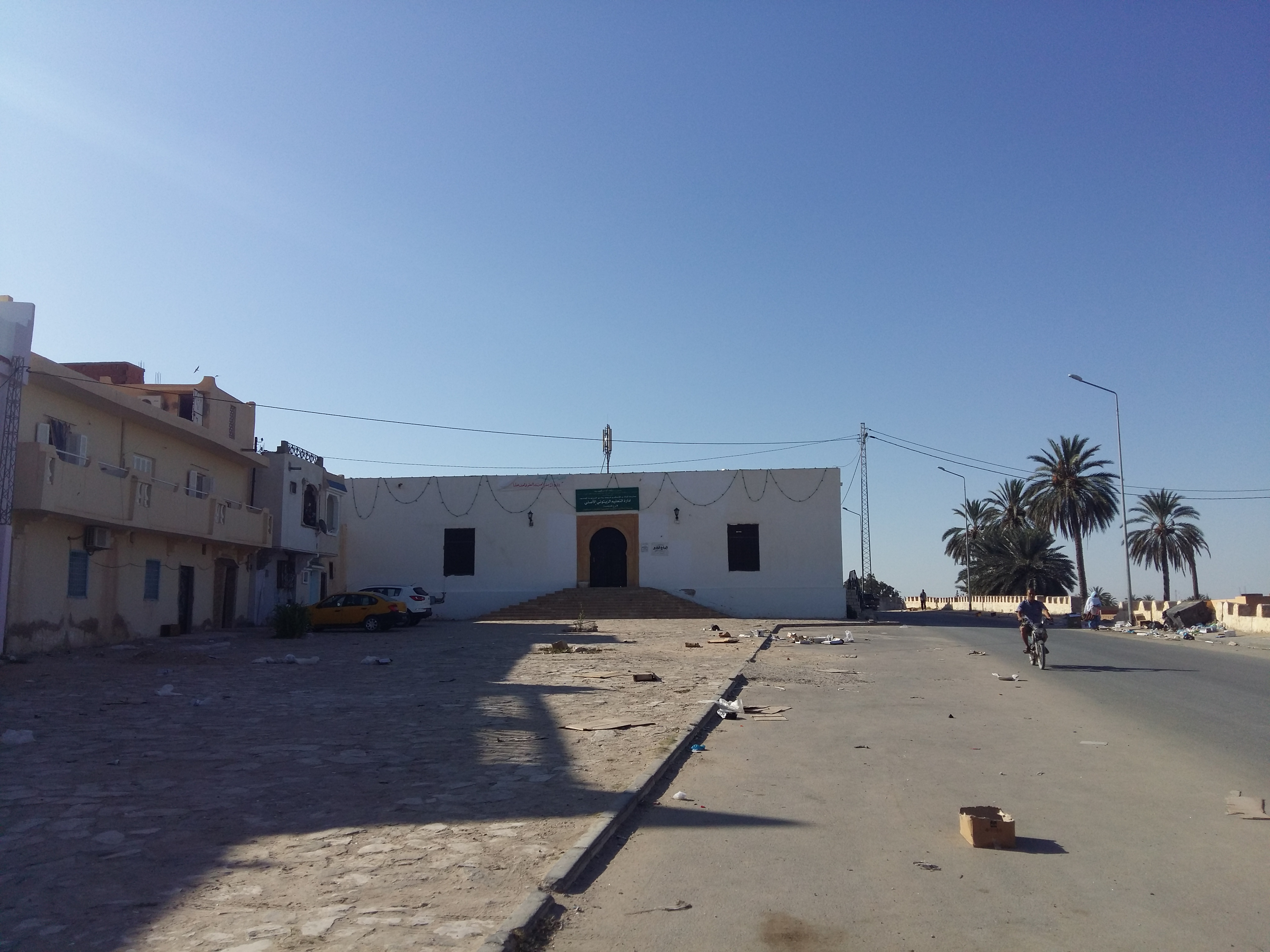
صورة أمامية للجامع.